# Belgrader Innerer Magistralen-Halbring
Der Belgrader Innere Magistralen Halbring (serb. Unutrašnji magistralni poluprsten; Abk. UMP) ist ein in Ausführung befindliches Verkehrskonzept in Belgrad, Serbien.
Die Streckenführung des UMP verläuft parallel zum Paneuropäischen Verkehrskorridor X und soll innerhalb des Stadtteils Novi Beograd einen der wenig befahrenen Bulevars über die Neue Savebrücke mit dem rechts der Save gelegenen Stadtzentrum von Belgrad verbinden und somit die Stadtautobahn entlasten.

## Streckenführung
Der UMP verläuft in Novi Beograd südlich der Stadtautobahn und quert die Save über die Ada ciganlija. Über einen Tunnel unter dem Dedinje wird anschließend eine Verbindung an das Straßennetz im Stadtzentrum erfolgen. Die Gesamtlänge des UMP soll sich auf 17 km belaufen.

## Realisierung
Mit der Realisierung des UMP wurde mit dem offiziellen Baubeginn der neuen Savebrücke im Oktober 2008 begonnen.

## Effekte
Generell wird eine Entlastung des Belgrader Stadtzentrums erwartet. Insbesondere soll auch die an ihre Kapazitätsgrenze gelangte Save-Brücke Gazela durch die neue Savebrücke und den UMP entlastet werden. Nach dem heutigen Verkehrsaufkommen würde der UMP das Verkehrsaufkommen auf der Gazela um 27 %, auf dem Brankovom most um 24 % sowie die Magistralen in direkter Umgebung der Neuen Savebrücke um 42 % entlasten. Damit würde sich die Fahrgeschwindigkeit dort von 19 auf 26 km/h erhöhen.

## Kritik
Starke Kritik ist der UMP durch die hohen Kosten ausgesetzt. Nach Ansicht der Kritiker könnten die Mittel besser für die Metro von Belgrad verwendet werden. Alleine die hohen Kosten der neuen Savebrücke von etwa 150 Mio. Euro hätten durch ein einfacheres Brückenmodell mehr als halbiert werden können.